# Bagrat II de Tao Supérieur
Pour les articles homonymes, voir Bagrat II et Bagration.
Bagrat II de Tao Supérieur (en géorgien : ბაგრატ II ; mort en 966/969) est un prince géorgien du Xe siècle ayant régné sur le duché de Tao Supérieur de 961 à sa mort. Personnalité dont la position au sein de la dynastie des Bagrations reste trouble, il arrive sur le trône après un coup d'État contre son père mais ne parvient pas à se maintenir bien longtemps en tant que duc.

## Biographie

### Quel Bagrat?
Les sources contemporaines géorgiennes étant rares et parfois confuses, la véritable identité du duc Bagrat de Tao Supérieur demeure jusqu'à aujourd'hui un sujet à questions. La source primaire sur laquelle se fonde l'historiographie géorgienne antérieure, les Chroniques géorgiennes de Léonti Mroveli, parle en effet de plusieurs membres de la dynastie des Bagrations nommés Bagrat vivant dans une période similaire. Ainsi, l'un de ces Bagrat est nommé « éristhaw des éristhaws » et meurt en 966. Un autre Bagrat, celui-ci sans titre particulier, meurt quant à lui en 969.
Mais les similitudes entre ces deux personnages ne s'arrêtent pas là. Les deux ont pour frère cadet un certain David : l'un d'entre eux (le frère du Bagrat mort en 969) meurt en 966, alors que l'autre deviendra plus tard l'architecte de l'unification de la Géorgie à la fin du siècle. Enfin, les chroniques affirment que ces deux Bagrat ont pour père un certain Adarnassé, l'un étant curopalate des Kartvels (père de Bagrat mort en 966) et l'autre, un simple noble (père de Bagrat mort en 969) ; ces deux Adarnassé meurent en 961.
La confusion s'amplifie quand il s'agit de connaître l'identité du grand-père de ces Bagrat, soit le père des deux Adarnassé en question. En effet, l'œuvre de Léonti Mroveli mentionne en premier lieu le roi des Kartvels Soumbat comme grand-père de Bagrat (mort en 966), mais dans un autre passage, Soumbat est remplacé par son frère Bagrat, qui se trouve être le père du second Adarnassé. Ces faits qui mènent facilement à une confusion sur les origines de ces Bagrat ont amené l'éminent généalogiste Cyrille Toumanoff à développer une théorie expliquant les similitudes entre les deux personnages. Toumanoff avance que le Bagrat mort en 969 n'est en fait qu'un doublon de son homonyme. Cela rend alors compréhensible la position de ces deux Bagrat.

### Un court règne

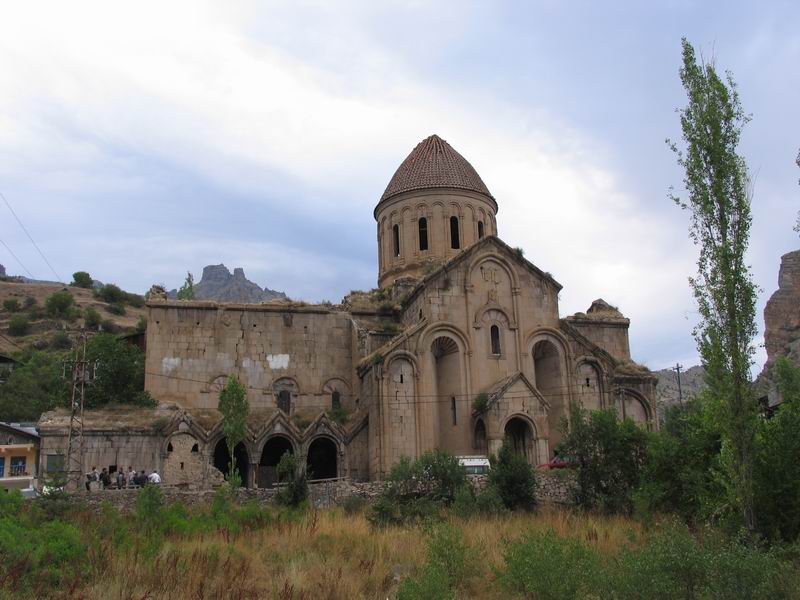
Cathédrale d'Oshki

Bagrat Bagration serait donc probablement le fils aîné d'Adarnassé V d'Ibérie, curopalate et influent dirigeant politique des États géorgiens durant l'occupation abkhaze du Karthli, et d'une fille de David Ier d'Artanoudji. Les informations sur sa vie manquent de détails, mais on sait qu'il participe avec son frère cadet David à un complot contre son propre père et oblige ce dernier à abdiquer pour rejoindre, contre sa volonté, les ordres monastiques en 961. Ce coup d'État permet à Bagrat de devenir le duc de Tao Supérieur, mais il n'y a pas de trace de passation de la dignité byzantine de curopalate après l'évènement.
Le court règne de Bagrat est peu documenté et le duc, qui a le titre de eristav des eristavs, ou « prince des princes », n'achève probablement rien de marquant durant cette période, malgré le fait qu'il se retrouve l'homme fort de la dynastie des Bagrations en raison de l'occupation abkhaze du Karthli. L'ouvrage hagiographique du Xe siècle de Guiorgui Mertchoule Vie de Grigol de Khandzta mentionne Bagrat II comme un protecteur de la culture géorgienne et un constructeur d'églises. Il est considéré comme le fondateur de la cathédrale d'Oshki
Le duc meurt probablement en 966 ou en 969. N'ayant pas de descendance, il laisse ses domaines à son frère cadet David, qui deviendra plus tard David le Grand Curopalate.

### Sources
- Marie-Félicité Brosset, Additions et éclaircissements à l'Histoire de la Géorgie, Académie impériale des sciences, Saint-Pétersbourg, 1851 (lire ce livre avec Google Books).